# Râul Secătura Mare
Râul Secătura Mare este una din cele două ramuri care formează râul Filiorul. 

## Hărți
- Parcul Vânători-Neamț